# Merseyside Professional
Das Merseyside Professional, auch Merseyside Professional Championship genannt, war ein zwischen 1993 und 2004 jährlich ausgetragenes professionelles Snookerturnier, das den Status eines sogenannten Non-ranking-Turnieres, also eines Turnieres ohne Einfluss auf die Weltrangliste, innehatte. Das Turnier wurde über die Jahre stets in Liverpool in Merseyside ausgetragen, dort allerdings in insgesamt zwei Spielorten. Da jeder der Turniersieger nur ein einziges Mal gewonnen hat, gibt es insgesamt zwölf Rekordsieger. Daten über das höchste Break der Turniergeschichte sind nicht vorhanden.

## Geschichte
Das Turnier wurde über die Jahre hinweg von Peter Williamson, selbst als Schiedsrichter auf der Profitour tätig, promotet und hatte trotz des niedrigen Budgets und des damit verbundenen niedrigen Preisgelds stets ein großes Teilnehmerfeld, das sich primär aus Spielern zusammensetzte, die nicht unbedingt zur Weltspitze gehörten. Die erste Ausgabe des Turnieres fand 1993 im Liverpool Billiards & Snooker Club in Liverpool statt und wurde von Burtonwood und Devonshire House gesponsert. Anlass war das zehnte Jubiläum der von George Scott gegründeten Snookerhalle. Die sechzehn Teilnehmer spielten im K.-o.-System den Sieger aus; das Finale bestritten schließlich Dave Harold und Tony Rampello. Harold sicherte sich dank eines 5:3-Sieges den Hauptpreis von 500 £. Zusätzlich erhielt er eine George Scott Cup genannte Trophäe.
1994 fand das Turnier am selben Ort statt, hatte aber mit J P O‘Brien einen neuen Sponsor. Zudem war durch die deutlich gestiegene Teilnehmerzahl neben einer Runde der letzten 32 auch eine vorangestellte erste Runde vonnöten. Mit Dean Reynolds und Jason Ferguson erreichten zwei Spieler der erweiterten Weltspitze das Finale; Reynolds setzte sich mit 5:1 durch und gewann 700 £. Ein Jahr später wechselte erneut der Sponsor, diesmal trat Courage als solcher in Erscheinung. Trotz leicht gesunkener Teilnehmerzahlen war der Modus dem des Vorjahres identisch. Mit Dean Reynolds erreichte der Vorjahressieger das Finale, musste sich in diesem aber Rod Lawler geschlagen geben, der den ersten Preis von 700 £ gewann.
1996 nahmen nach den vorhandenen Informationen nur acht Spieler am Turnier teil, dass diesmal von Matthew Brown gesponsert wurde. David Gray und Paul Sweeny erreichten das Finale, in dem sich Gray mit 5:2 durchsetzen und den ersten Preis im Wert von 1.150 £ entgegennehmen konnte. Diese Prämie blieb bis zum Jahr 2000 bestehen. Im nächsten Jahr nahmen mindestens 33 Spieler teil, wobei erneut Matthew Brown als Sponsor in Erscheinung trat. Das Finale erreichten Antony Bolsover und Paul Wykes; in einem knappen Endspiel siegte Bolsover. Die nächste Ausgabe wurde zum einen von John Smith und zum anderen von Fosters gesponsert. Diesmal nahmen zumindest 53 Spieler teil, von denen Peter Lines und der Waliser Lee Walker ins Finale einziehen konnten. In diesem musste sich Walker geschlagen geben; Lines siegte mit 5:4.
Ab dem Jahr 1999 sponserte John Smith alleine das Turnier. Der austragene Club wurde nach dem zwischenzeitlichen Tod des Clubgründers George Scott umbenannt und hieß nun George Scott Snooker Club. Diesmal nahmen 69 Spieler teil, wodurch erstmals auch eine Runde der letzten 64 ausgespielt wurde. Durchsetzen konnte sich schlussendlich Stuart Bingham, dem im Finale ein Sieg über seinen Namensvetter Stuart Pettman gelang. Mit dem nächsten Jahr stieg der Wert des ersten Preises um 50 £ auf 1.200 £ an. Michael Holt konnte als erstes diese Prämie in Empfang nehmen; er besiegte im Finale den ehemaligen Sieger Rod Lawler. 2001 nahmen wie schon im Vorjahr mindestens 64 Spieler teil. Diesmal erreichten Paul Davison und Nick Dyson das Finale, letzterer war jedoch siegreich, als er mit 5:2 gewann.
Aus dem Jahre 2002 sind jedoch nur noch 16 Teilnehmer überliefert. Aus diesen konnten sich als Finalisten Mark Davis und Stephen Maguire durchsetzen. Davis siegte mit 5:2 und gewann damit 1.500 £, eine Summe, die auch in den nächsten beiden Jahren als Preis für den Sieger ausgezahlt wurde. Im nächsten Jahr kam es trotz 32 bekannter Teilnehmer im Endspiel zu einer Neuauflage des Vorjahresendspiels, allerdings war dieses Mal Maguire mit 5:1 siegreich. Die letzte Ausgabe des Turnieres fand 2004 statt, als mindestens 64 Spieler letztmals den Weg nach Liverpool fanden. Joe Perry krönte sich mit 5:2 gegen Stephen Croft zum allerletzten Turniersieger. Anschließend wurde das Turnier eingestellt.

## Sieger
| Jahr                                          | Austragungsort                                 | Sieger                                        | Ergebnis                                      | Finalist                                      | Sponsor                                       | Saison                                        |
| Merseyside Professional – Non-ranking-Turnier | Merseyside Professional – Non-ranking-Turnier  | Merseyside Professional – Non-ranking-Turnier | Merseyside Professional – Non-ranking-Turnier | Merseyside Professional – Non-ranking-Turnier | Merseyside Professional – Non-ranking-Turnier | Merseyside Professional – Non-ranking-Turnier |
| --------------------------------------------- | ---------------------------------------------- | --------------------------------------------- | --------------------------------------------- | --------------------------------------------- | --------------------------------------------- | --------------------------------------------- |
| 1993                                          | Liverpool – Liverpool Billiards & Snooker Club | Dave Harold                                   | 5:3                                           | Tony Rampello                                 | Burtonwood / Devonshire House                 | 1992/93                                       |
| 1994                                          | Liverpool – Liverpool Billiards & Snooker Club | Dean Reynolds                                 | 5:1                                           | Jason Ferguson                                | J P O’Brien                                   | 1994/95                                       |
| 1995                                          | Liverpool – Liverpool Billiards & Snooker Club | Rod Lawler                                    | 5:4                                           | Dean Reynolds                                 | Courage                                       | 1995/96                                       |
| 1996                                          | Liverpool – Liverpool Billiards & Snooker Club | David Gray                                    | 5:2                                           | Paul Sweeny                                   | Matthew Brown                                 | 1996/97                                       |
| 1997                                          | Liverpool – Liverpool Billiards & Snooker Club | Antony Bolsover                               | 5:4                                           | Paul Wykes                                    | Matthew Brown                                 | 1997/98                                       |
| 1998                                          | Liverpool – Liverpool Billiards & Snooker Club | Peter Lines                                   | 5:4                                           | Lee Walker                                    | John Smith / Fosters                          | 1998/99                                       |
| 1999                                          | Liverpool – George Scott Snooker Club          | Stuart Bingham                                | 5:1                                           | Stuart Pettman                                | John Smith                                    | 1999/2000                                     |
| 2000                                          | Liverpool – George Scott Snooker Club          | Michael Holt                                  | 5:3                                           | Rod Lawler                                    | John Smith                                    | 2000/01                                       |
| 2001                                          | Liverpool – George Scott Snooker Club          | Nick Dyson                                    | 5:2                                           | Paul Davison                                  | John Smith                                    | 2001/02                                       |
| 2002                                          | Liverpool – George Scott Snooker Club          | Mark Davis                                    | 5:2                                           | Stephen Maguire                               | John Smith                                    | 2002/03                                       |
| 2003                                          | Liverpool – George Scott Snooker Club          | Stephen Maguire                               | 5:1                                           | Mark Davis                                    | John Smith                                    | 2003/04                                       |
| 2004                                          | Liverpool – George Scott Snooker Club          | Joe Perry                                     | 5:2                                           | Stephen Croft                                 | John Smith                                    | 2004/05                                       |